# 트레이시 도슨

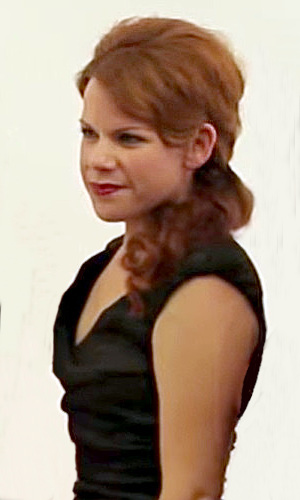
Tracy Dawson (2011)

트레이시 도슨(Tracy Dawson, 1973년 4월 9일 ~ )은 캐나다의 각본가, 연극 배우, 영화배우이다.
오타와에서 태어났다.

## 영화
- 걸 Vs. 몬스터 (2012년)
- 칠러라마 (2011년) - 몰리 역
- 콜 미 피츠 (2010년)
- 두 아이 컴 온 투 스트롱? (2010년)
- JFK Jr. 스토리 (2003년)
- 허니 (2003년)
- 온 더 라인 (2001년)
- 아메리칸 촌놈 (2000년)
- 하워드 쇼 (1996년)